# NS FLIRT

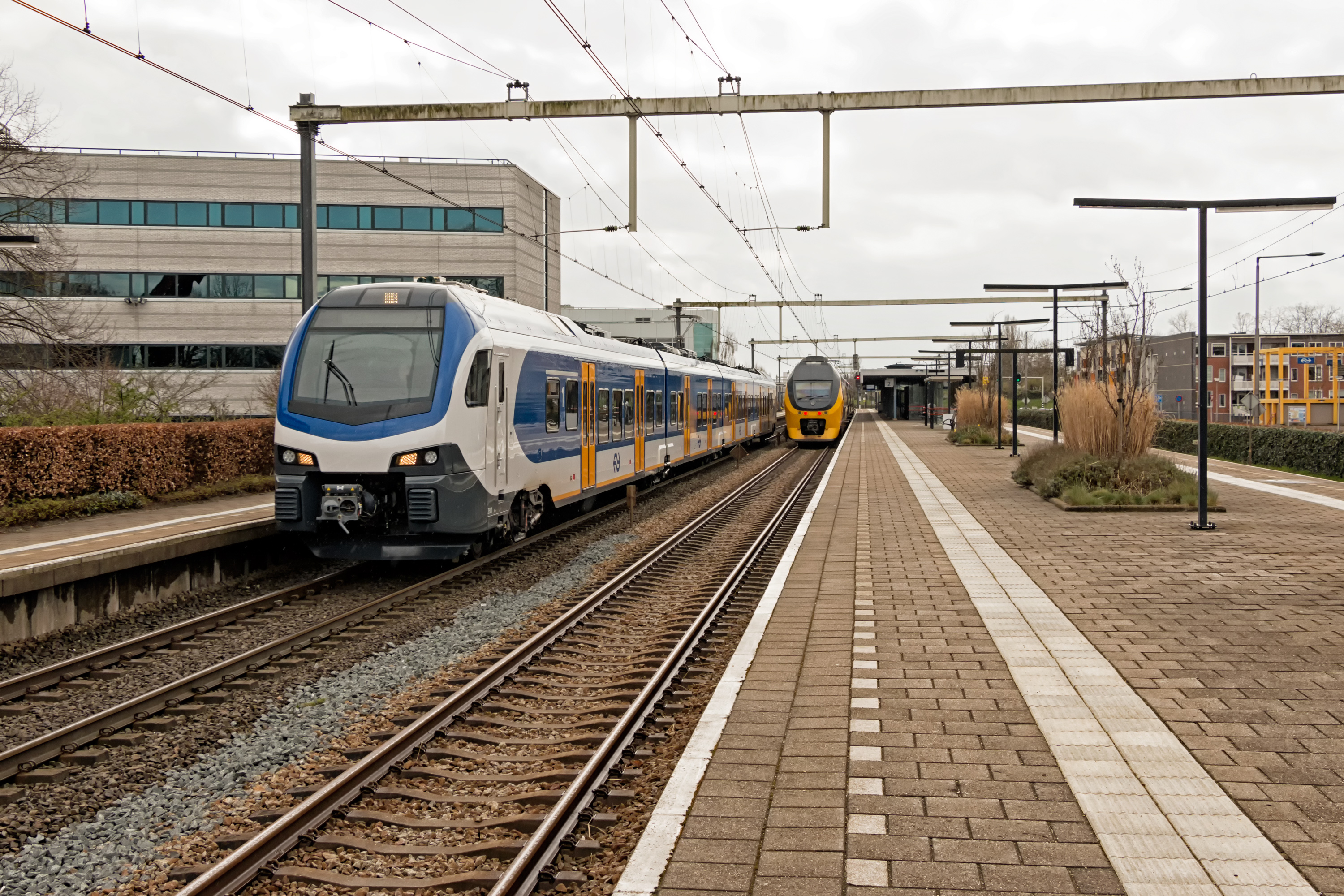
FLIRT3 2501 te Amersfoort Schothorst; 7 april 2016.

De NS FLIRT is een elektrisch aangedreven type treinstel van de Nederlandse Spoorwegen. De treinstellen zijn gebouwd door de Zwitserse treinbouwer Stadler Rail en gebaseerd op het FLIRT3-platform van dit bedrijf. De treinen zijn in eerste instantie bedoeld om het materieeltekort en de groei van het aantal reizigers op het hoofdrailnet op te vangen.
De FLIRT (acroniem voor Flinker Leichter Innovativer Regionaltriebzug) is afgeleid van de Stadler GTW, met als belangrijkste verschil dat de aandrijfeenheden zich bij de FLIRT achter de cabines bevinden (i.p.v. in een aparte motorwagen). Dit treintype wordt gekenmerkt door licht en ruimte in het interieur door het gebruik van jacobsdraaistellen gecombineerd met brede open bakovergangen en een lage vloer. De lage vloer in combinatie met een uitschuifbare treeplank maakt het treinstel gemakkelijker toegankelijk voor personen met een fysieke beperking. Door het lage gewicht van het treinstel in combinatie met een hoog aanzetkoppel is het uitermate geschikt voor treindiensten met veel stops en korte haltetijden. De stellen worden bij NS dan ook ingezet als Sprinter.

## Geschiedenis

### Voorgeschiedenis
In 1983 werden de eerste plannen gemaakt voor de vervanging van het Materieel '64. De bedoeling was om vanaf het begin van de jaren negentig een grote serie stoptreinen in dienst te laten komen, die in een keer het Materieel '64 zouden vervangen. De serie werd bekend als SM '90. Vanaf 1992 bouwde treinbouwer Talbot een kleine proefserie van negen treinstellen, als opmaat naar een grote serie van circa 250 twee- en driewagenstellen. De proefserie was voorzien van voor die tijd nieuwe technieken, zoals computergestuurde besturings- en diagnosesystemen. Deze technieken bleken weinig betrouwbaar en daarom werd afgezien van een grote vervolgorder. De serie werd eind 2005 buiten dienst gesteld.
Omdat er behoefte was aan nieuw materieel ter vervanging van het Materieel '64, plaatste NS in 2005 een order voor 35 treinstellen van het type Sprinter Lighttrain. Deze stellen zijn gebaseerd op het Duitse treintype Baureihe 425, maar zijn aangepast voor gebruik op het Nederlandse spoorwegnet. Na het plaatsen van vervolgorders in 2007 en 2009 waren er 121 bestelde treinstellen. Deze stellen bleken niet geheel te voldoen aan de wensen van de NS, zo bleek de trein in de beginfase niet goed tegen winters weer te kunnen. Reizigers en reizigersorganisaties klaagden bovendien over het ontbreken van een toilet. Door deze punten werd afgezien van verdere vervolgorders, het laatste treinstel werd geleverd in 2012.
De Sprinter Lighttrain heeft de vierdelige treinstellen van het Materieel '64, Plan T, vervangen; zij gingen tussen 2008 en 2010 buiten dienst. Door het uitblijven van verdere vervolgorders was het niet mogelijk om een deel van de overgebleven tweedelige treinstellen van het Materieel '64, het Plan V, te vervangen.
Naast het uitblijven van extra materieel ter vervanging van het Materieel '64 begonnen rond 2013 een aantal zaken mee te spelen in de vraag naar nieuw treinmaterieel: de grote reizigersgroei en de onvermijdelijke vervanging van het Stadsgewestelijk Materieel (de eerste generatie Sprinters). In de periode 2004-2013 is het aantal reizigers op het Hoofdrailnet met 24% gegroeid. Deze groei is grotendeels te verklaren door een bevolkingstoename, een groter aantal studenten, de gestegen brandstofprijzen en het laten rijden van extra treinen. Doordat studenten net als forenzen met name in de spits reizen, is in de spitsuren de vervoersvraag, en dus de vraag naar rollend materieel, groter.
Na een grondige renovatie in de periode 2003-2009 werd aan het einde van de jaren 2000 begonnen met de plannen voor vervanging van het Stadsgewestelijk Materieel. Dit materieel is tussen 1975 en 1983 in dienst gesteld, de eerste stellen waren dus in 2015 veertig jaar oud. Omdat de technische levensduur van spoorwegmaterieel gemiddeld 40 jaar is, zijn zij aan vervanging toe.

### Aanbesteding
Om alle zaken op te lossen begon NS in mei 2013 met de aanbesteding voor de Sprinter Nieuwe Generatie. Na een eerste selectieronde bleken in juli 2014 de Franse treinbouwer Alstom en de Spaanse treinbouwer Construcciones y Auxiliar de Ferrocarriles (CAF) nog in de running voor het contract, onder andere het Zwitserse Stadler Rail bleek te zijn afgevallen.
Op 30 oktober 2014 maakte NS bekend dat het Spaanse CAF de aanbesteding voor de Sprinter Nieuwe Generatie gewonnen had. Het contract omvat circa 120 treinstellen, over verdere specificaties werd verder niets officieel bekendgemaakt. Op 5 december 2014 werd bekend dat CAF in totaal 118 treinstellen gaat bouwen voor NS. De stellen zijn sinds december 2018 in dienst.
Aangezien NS vanaf januari 2017 te maken kreeg met een scherpe groei van het aantal reizigers, doordat de OV-studentenkaart uitgebreid wordt met mbo-scholieren onder de 18 jaar, heeft de NS snel behoefte aan extra materieel. Omdat de treinstellen van CAF pas in 2018 in dienst zouden komen, deed NS tegelijkertijd een spoedorder bij de Zwitserse fabrikant Stadler Rail voor 58 FLIRT-treinstellen, die vanaf 2016 geleverd werden. Het contract voor deze order werd op 23 april 2015 getekend.
De interne projectnaam bij NS was Flirt Fast Forward of FFF, reden waarom deze bijnaam onder hobbyisten ook gebruikt wordt.
Het aluminium casco van de treinstellen is bij de Stadler-vestiging in Szolnok (Hongarije) gebouwd, waarna deze naar de Poolse Stadler-vestiging in Siedlce werden overgebracht om afgebouwd te worden. De eerste drie treinstellen werden op 29 maart 2016 naar Maastricht overgebracht voor de benodigde Inspectie Leefomgeving en Transport en toelatingsritten in Nederland. De aflevering van de 58 bestelde FLIRTs aan NS was op 4 september 2017 voltooid.

## Ontwerp en bouw
De FLIRT-treinstellen bestaan uit drie of vier rijtuigen die bij de bakovergangen opgelegd zijn op jacobsdraaistellen. Door het gebruik van een jacobsdraaistel is de bakovergang kort en breed, wat zorgt voor een grote mate van transparantie. Hierdoor hebben deze treinstellen brede bakovergangen en een lage vloer, zoals ook gebruikelijk is bij metro's en trams. Het ruime zicht door het gehele treinstel in combinatie met de aanwezige camera's heeft de bedoeling een gevoel van veiligheid op te leveren. De vloerhoogte is met 780 mm precies gelijk aan de hoogte van de meeste perrons.
Van binnen ontbreken dwars-/kopwanden en tussendeuren, alleen de eerste en tweede klas worden door glazen deuren en tussenwanden van elkaar gescheiden. De treinstellen zijn onder andere voorzien van airconditioning, een reizigersinformatiesysteem met TFT-displays en automatische omroep, (beveiligings)camera's en een noodoproepsysteem waarmee na bediening van de reizigersnoodrem akoestisch contact met de machinist mogelijk is. Verder zijn de treinen voorzien van cabinedeuren aan beide zijden.
De treinstellen zijn voorzien van ATB-EG, het traditionele beveiligingssysteem op het Hoofdrailnet.

### Interieur

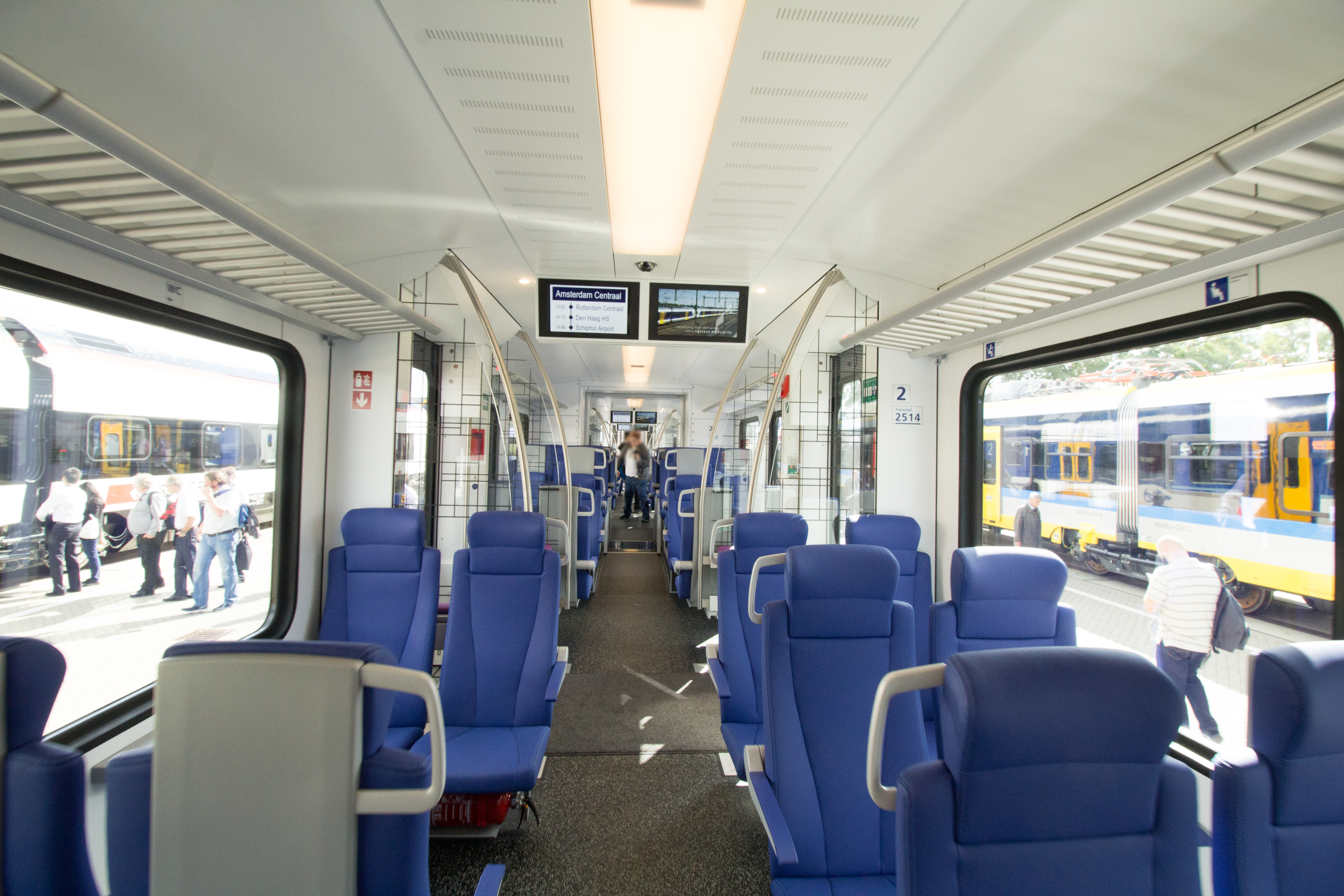
Interieur

Reizigers hebben onder meer toegang tot usb-oplaadpunten voor het opladen van mobiele apparaten, stopcontacten en een gratis toegankelijk wifi-netwerk. Verder zijn de treinstellen voorzien van een lage vloer, uitschuiftreden en een rolstoeltoegankelijk toilet om het reizen voor mensen met een fysieke beperking makkelijker te maken. Dit toilet is voorzien van een opklapbare plank om luiers te verschonen. In de treinstellen bevinden zich eerste en tweede klas afdelingen, een lounge en een ruimte voor het opstellen van fietsen. De cabine beschikt onder andere over een op het spoor gerichte camera. Het interieur bevat afbeeldingen van werken van Piet Mondriaan.
De trein is voorzien van meubilair van het type Regio+ van het Tsjechische Borcad. Het meubilair is, zoals bij NS gebruikelijk is, uitgevoerd in rood voor de 1e klas en blauw voor de 2e klas.

### Geel front
In verband met de zichtbaarheid van de Flirt bij onbeveiligde overwegen zijn de fronten voorzien van een gele kleur. In februari 2023 is het stel 2206 met gele fronten in dienst gekomen. In 2024 zijn alle 3 delige stellen voorzien van een geel front.

## Ongelukken
Op 20 september 2018 kwamen de 2201 en de 2515 in botsing met een Stint op een spoorwegoverweg vlak buiten station Oss. Bij dit ongeluk waren vier doden en twee zwaargewonden te betreuren. 

## Inzet dienstregeling 2025
De treinstellen worden vanaf december 2016 ingezet op het hoofdrailnet. In de dienstregeling 2025 wordt het materieel ingezet op de volgende verbindingen:
| Serie | Treinsoort    | Route                                                                       | Bijzonderheden |
| ----- | ------------- | --------------------------------------------------------------------------- | --- |
| 4400  | Sprinter (NS) | Oss – 's-Hertogenbosch – Eindhoven Centraal – Helmond – Deurne              | Rijdt in de ochtendspits van maandag t/m donderdag twee ritten van/naar Oss, waarbij richting Oss non-stop wordt gereden tussen 's-Hertogenbosch en Oss.                                          |
| 6400  | Sprinter (NS) | Tilburg Universiteit – Tilburg – Eindhoven Centraal – (Weert)               | Rijdt tussen 20:00 en 22:00 uur en op zondag 1x/uur tussen Eindhoven Centraal en Weert. Rijdt na 22:00 uur 1x/uur op het hele traject.                                                            |
| 6600  | Sprinter (NS) | Dordrecht – Breda – Tilburg – 's-Hertogenbosch – Nijmegen – Arnhem Centraal | Rijdt alleen doordeweeks tot 19:00 uur tussen Nijmegen en Arnhem Centraal v.v. |
| 7500  | Sprinter (NS) | Ede-Wageningen – Arnhem Centraal                                            | |
| 7600  | Sprinter (NS) | Wijchen – Nijmegen – Arnhem Centraal – Dieren – Zutphen                     | 's Avonds na 20:00 uur en op zondag wordt er niet tussen Nijmegen en Wijchen v.v. gereden en wordt 1x per uur gereden tussen Arnhem Centraal en Zutphen v.v. Wordt in combinatie gereden met SNG. |
| 14400 | Sprinter (NS) | Eindhoven Centraal – Helmond – Deurne                                       | Rijdt alleen op woensdag- en donderdagavond na 23:00 als vervanging van sprinter 4400 en alleen richting Deurne.                                                                                  |